# Yozuca*
yozuca*（ヨズカ、3月21日 - ）は、日本の女性シンガーソングライター、作詞家、作曲家。
熊本県出身。血液型はA型。愛称は「ヨズ」など。アニメやゲームの曲を多く歌っている。所属レコードレーベルと事務所は、ロックンバナナ、Peak A Soul+に所属していたが2023年4月1日よりフリーランスで活動、同年5月16日より音楽活動を休止、同年8月から活動を再開した。音楽レーベルはLantisに在籍。
代表曲は、「サクラサクミライコイユメ」、「S.S.D!」、「会いたいよ」など。

## 人物・来歴
2002年にLantisからデビュー。主にアニメソング、ゲームソングを歌うほか、自ら作詞・作曲も数多く手掛け、近年では多くのアーティストにも楽曲を提供している。また、近年では国内外問わず、数多くのアニメソングイベントにも参加している。
芸名の後ろの「*」（アスタリスク）の由来は、支えてくれるスタッフとファンと一緒にステージに立っているという意味を込めて付けたことからきている。
『D.C. 〜ダ・カーポ〜』や『水夏』など、CIRCUSもしくはその系列の主題歌を数多く担当している。特に『D.C. 〜ダ・カーポ〜』シリーズではほとんどのオープニングテーマを担当している。『D.C. 〜ダ・カーポ〜』シリーズ本編の主題歌には『ダ・カーポ〜』と題名の頭につける。また、アニメ版の主題歌には『サクラ〜（以降カタカナ）』と頭につける。
rino（もしくは彼女がボーカルを務めるCooRie）と共同参加することが非常に多い。以前は同じアニメの主題歌を2人で担当するなどの活動が多かったが、近年では、作詞・作曲を2人で手掛け、他のアーティストに楽曲提供するなど、その活動の域を広げている。橋本みゆきともイベントやラジオ等での共演が多い他、橋本がパーソナリティーを務めていたラジオ『橋本みゆき featuring you』では、ゲストとしての登場回数で最多を誇っていた。プライベートでも親交が深く、橋本の自宅にはyozuca*専用のお泊りセットが入った「zuca*ボックス」なるものも存在していた。
音楽ユニットとして、2002年からrinoとのユニット「yozurino*」、2003年から2004年にかけて佐藤裕美・YURIAとのユニット「GLS」、2018年より、橋本みゆき・美郷あき・rinoとの4名からなるユニット「M.A.R.Y. 4 TUNES」としても活動。
2023年5月から活動を休止していたが、同年7月31日の自身のツイキャスにて同年8月からの活動再開を発表した。
またこの配信内にて作曲家の池田森（lotta）と既に結婚し、1児の母であることに加えて、同年4月に池田がクモ膜下出血を発症し、意識不明の状態が続いており、それが活動休止の理由であることを発表した。これまで結婚していることを公表しなかった理由としては『仕事とプライベートを切り分けて活動したかった』と語っている。

## ディスコグラフィ

### シングル
|      | 発売日         | タイトル                                      | 規格品番    | 最高位 |
| ---- | -------------- | --------------------------------------------- | ----------- | ------ |
| 1st  | 2002年8月22日  | ダ・カーポ 〜第2ボタンの誓い〜                | LACM-4071   | 圏外   |
| 2nd  | 2003年7月24日  | サクラサクミライコイユメ                      | LACM-4102   | 31位   |
| 3rd  | 2004年7月22日  | going my way                                  | LACM-4136   | 78位   |
| 4th  | 2004年10月6日  | Φなる・あぷろーち                             | LACM-4147   | 131位  |
| 5th  | 2005年2月2日   | Ever After                                    | LACM-4174   | 80位   |
| 6th  | 2005年2月16日  | WHITE HEAT                                    | PCCG-70009  | 79位   |
| 7th  | 2005年7月21日  | サクライロノキセツ                            | LACM-4203   | 17位   |
| 8th  | 2006年2月8日   | たったひとつだけ                              | LACM-4245   | 40位   |
| 9th  | 2006年4月26日  | キラメク                                      | LACM-4256   | 42位   |
| 10th | 2006年4月26日  | 君とあしたへ                                  | BRDF-3072   | 106位  |
| 11th | 2006年6月7日   | ダ・カーポII 〜あさきゆめみし君と〜           | LACM-4267   | 19位   |
| 12th | 2007年5月9日   | Happy my life 〜Thank you for everything!!〜  | LACM-4365   | 24位   |
| 13th | 2007年10月24日 | サクラキミニエム                              | LACM-4419   | 14位   |
| 14th | 2008年4月23日  | サクラ アマネク セカイ                        | LACM-4478   | 22位   |
| 15th | 2008年8月27日  | Morning-sugar rays                            | LACM-4524   | 116位  |
| 16th | 2009年8月26日  | S.S.D!                                        | LACM-4642   | 58位   |
| 17th | 2010年1月27日  | 愛永久 〜Fortune favors the brave〜           | LACM-4602   | 126位  |
| 18th | 2011年2月23日  | ボクは君のそばにいる                          | LACM-4788   | 173位  |
| 19th | 2012年4月27日  | ダ・カーポIII 〜キミにささげる あいのマホウ〜 | CIRCUS-0301 | 圏外   |
| 20th | 2012年8月8日   | プラチナ17                                    | LACM-4963   | 107位  |
| 21st | 2013年2月13日  | 会いたいよ                                    | LACM-14062  | 37位   |

### アルバム

#### オリジナルアルバム
|     | 発売日        | タイトル           | 規格品番   | 最高位 |
| --- | ------------- | ------------------ | ---------- | ------ |
| 1st | 2004年9月1日  | soleil*garden      | LACA-5257  | 61位   |
| 2nd | 2006年8月2日  | nico.              | LACA-5461  | 71位   |
| 3rd | 2008年1月23日 | Ageha              | LACA-5730  | 63位   |
| 4th | 2010年5月12日 | stitch museum      | LACA-15026 | 85位   |
| 5th | 2012年7月18日 | asterisk music*    | LACA-15217 | 94位   |
| 6th | 2015年9月9日  | ミュージックパンチ | LACA-15509 | 145位  |
| 7th | 2017年3月22日 | 15年目の女         | LACA-15645 | 262位  |
| 8th | 2020年9月23日 | 8M自由形           | LACA-15828 | 268位  |

#### ベストアルバム
| 発売日        | タイトル | 規格品番  | 最高位 |
| ------------- | -------- | --------- | ------ |
| 2009年5月27日 | enjoy    | LACA-5913 | 77位   |
| 2009年5月27日 | piece    | LACA-5914 | 108位  |

### コンピレーション参加作品
※一部楽曲のクレジットは、それぞれのリンク先を参照のこと。
- 2002年9月25日発売 / LACA-9013〜9014 / Lantis
  - D.C. 〜ダ・カーポ〜 コンプリート オリジナルサウンドトラック
    - ダ・カーポ 〜第2ボタンの誓い〜 (Game Size)
- 2002年11月22日発売 / LACA-5136 / Lantis
  - D.C. 〜ダ・カーポ〜 ヴォーカルアルバム Songs from D.C. 〜ダ・カーポ〜
    - だからキスのせいね
    - Windy world
- 2003年4月2日発売 / LACA-5153 / Lantis
  - crystal 〜サーカス ヴォーカルコレクション〜
    - All my love of the World
    - ダ・カーポ 〜第2ボタンの誓い〜
    - Dream 〜The other side〜
    - Fragment 〜The heat haze of summer〜
    - 夏の終わりに…
    - Sow
- 2003年11月27日発売 / LACA-5226 / Lantis
  - AMOROSO|D.C. 〜ダ・カーポ〜 Original Sound Track Vol.1 AMOROSO
    - サクラサクミライコイユメ (TV edit)
- 2003年12月17日発売 (2005年9月7日再発売) / PCCG-00627 (PCCG-00683) / Pony Canyon
  - GREEN GREEN Kanenone Jam02
    - チェリー
      - TVアニメ『グリーングリーン』イメージソング
      - 作詞：桑島由一 / 作曲：間門ファイヤー / 編曲：藤田淳平（Elements Garden）
- 2003年12月26日発売 / LACA-5241 / Lantis
  - おねがい☆ツインズ イメージヴォーカルコレクションアルバム Esquisse
    - RETRY
      - TVアニメ『おねがい☆ツインズ』イメージソング
      - 作詞・作曲：tororo / 編曲：Angel Note
- 2003年12月26日発売 / LACA-5242 / Lantis
  - D.C. 〜ダ・カーポ〜 ヴォーカルアルバム dolce
    - Chime to you
    - 宝物
    - ほんとのきもち
    - ダ・カーポ 〜第2ボタンの誓い〜 ツインヴォーカルバージョン
    - サクラサクミライコイユメ アコースティックバージョン
- 2004年4月7日発売 / LACA-5263 / Lantis
  - D.C.P.S. 〜ダ・カーポ〜 プラスシチュエーション キャラクターイメージソングVol.1 D.C.P.S.C.S.1
    - 未来地図
- 2004年4月21日発売 / LACA-5271 / Lantis
  - てんたま2wins ヴォーカルプラス
    - Precious time
      - PS2ゲーム『てんたま2wins』OP主題歌
      - 作詞：rino / 作曲・編曲：長田直之

    - 愛の羽
      - PS2ゲーム『てんたま2wins』ED主題歌
      - 作詞：rino / 作曲・編曲：安瀬聖
- 2004年5月4日発売 / SKR-1004 / HOBiRECORDS
  - Fight 〜ランブリングエンジェルのテーマ〜
    - Fight 〜ランブリングエンジェルのテーマ〜
      - PCゲーム『マブラヴ デュエリスト』ED主題歌
      - 歌：栗林みな実、rino、yozuca*、いとうかなこ、マヨちゃん、ジョイまっくす / 作詞：栗林みな実 / 作曲・編曲：村上正芳
- 2004年10月27日発売 / LACA-5326 / Lantis
  - GIRLSブラボー first season Original Sound Track
    - going my way (TV size)
- 2004年12月1日発売 / LACA-5329 / Lantis
  - 最終試験くじら 〜progressive memories〜
    - ウシロスガタ
      - PCゲーム『最終試験くじら』挿入歌
      - 作詞：ゆうまお / 作曲・編曲：太田雅友
- 2005年1月13日発売 / LACA-5347 / Lantis
  - crystal2 〜サーカス ヴォーカルコレクション〜 Vol.2
    - 赤い糸
- 2005年3月16日発売 / PCCG-00674 / Pony Canyon
  - UG ULTIMATE GIRL SOUND TRACKS
    - WHITE HEAT
- 2005年3月24日発売 / LACA-5373 / Lantis
  - GIRLSブラボー second season イメージヴォーカルアルバム GO! GO! GIRLS!
    - Trust me!
      - TVアニメ『GIRLSブラボー second season』イメージソング
      - 作詞：江幡育子 / 作曲：Raqia / 編曲：Angel Note
- 2005年4月28日発売 / LACA-5370 / Lantis
  - School Days VOCAL ALBUM
    - BYE-BYE-TEARS
- 2005年8月24日発売 / LACA-9055〜9056 / Lantis
  - グリーングリーン3 ハローグッバイ オリジナルサウンドトラック+コンプリートベストアルバム2001〜2005 18songs Memories
    - オルゴール
      - PCゲーム『グリーングリーン3 ハローグッバイ』樫谷ちとせルートED主題歌
      - 作詞：ヤマグチノボル / 作曲：milktub / 編曲：ms-jacky
- 2005年12月21日発売 / LACA-5458 / Lantis
  - D.C.S.S. 〜ダ・カーポ セカンドシーズン〜 ヴォーカルアルバム dolce2
    - 恋愛スケッチ
    - Dear your mind
    - ハッピーバスケット
    - サクライロノキセツ (short ver.)
- 2006年2月8日発売 / LACA-5481 / Lantis
  - D.C. Four Seasons 〜ダ・カーポ〜 フォーシーズンズ ボーカルミニアルバム
    - Hello Future
    - BELIEVE
- 2006年3月24日発売 / LACA-5498 / Lantis
  - タクティカルロア ORIGINAL SOUND TRACK
    - たったひとつだけ [TV size]
- 2006年6月23日発売 / LACA-5534 / Lantis
  - Summer Days -サマーデイズ- 主題歌+オリジナルサウンドトラック
    - タンポポの綿帽子
- 2006年7月5日発売 / LHCA-5043 / Mellow Head
  - 女子高生 GIRL's-HIGH オリジナルサウンドトラック
    - キラメク (TV size)
- 2006年7月26日発売 / LACA-5545 / Lantis
  - D.C.II 〜ダ・カーポII〜 ボーカルアルバム Songs From D.C.II
    - まぶしくてみえない
    - ダ・カーポII 〜あさきゆめみし君と〜 (short ver.)
- 2006年12月21日発売 / LACA-5597〜5598 / Lantis
  - エーデルワイス Original Sound Track FLOWERS
    - 祝福の歌
- 2006年12月21日発売 / LACA-5592 / Lantis
  - crystal3 〜サーカス ヴォーカルコレクション〜 Vol.3
    - ウシロスガタ
    - サンタクロースに予約して!
- 2007年3月28日発売 / LACA-5609 / Lantis
  - エーデルワイス ボーカルアルバム サンセット・サンライズ
    - あいのたね
- 2007年5月23日発売 / LACA-5636 / Lantis
  - D.C.II Spring Celebration Vocal Mini album 〜Songs from D.C.II Spring Celebration〜
    - Happy my life 〜Thank you for everything!!〜 (short ver.)
- 2007年7月25日発売 / LACA-5664 / Lantis
  - 水夏A.S+ Eternal Name Vocal album since Fragment
    - 夏がくれた贈り物
- 2007年8月22日発売 / LACA-5677 / Lantis
  - School Days Ending Theme+
    - 記憶の海
- 2007年8月22日発売 / LACA-9083〜9093 / Lantis
  - おねがい☆ツインズ CD BOX 〜Trifoglio〜
    - RETRY
- 2007年11月21日発売 / LACA-5713 / Lantis
  - 初音島ベスト D.C. 〜ダ・カーポ〜 ベストセレクション
    - ダ・カーポ 〜第2ボタンの誓い〜
    - サクラサクミライコイユメ
    - サクライロノキセツ
    - Hello Future
    - ダ・カーポ 〜第2ボタンの誓い〜 ツインヴォーカルバージョン
- 2007年11月22日発売 / TBCA-0001 / TeraBytesRecords
  - 未来世紀DJテラ
    - 進め、わたし!
      - PCゲーム『空色の風琴』挿入歌
      - 作詞：花菜ななこ、吉田文 / 作曲：吉田文 / 編曲：畠義人
- 2007年12月26日発売 / LACA-5725 / Lantis
  - MagusTale OriginalSoundTrack YGGDRASILL
    - アイノチカラ
      - PCゲーム『MagusTale 〜世界樹と恋する魔法使い〜』ED主題歌
      - 作詞：yozuca* / 作曲・編曲：田辺トシノ
- 2008年3月26日発売 / LACA-9108 - LACA-9109 / Lantis
  - milktub 15th ANNIVERSARY BEST ALBUM BPM200 ROCK'N'ROLL SHOW
    - ガッデーム&ジュテーム
- 2008年4月16日発売 / LACA-5763 / Lantis
  - Tears...for truth 〜true tearsイメージソング集〜
    - true love song
- 2008年4月23日発売 / LACA-5767 / Lantis
  - @Lantis NonStop Dance Remix Vol.1
    - サクラサクミライコイユメ (NON STOP DANCE REMIX)
- 2008年5月21日発売 / LACA-5768 / Lantis
  - @Lantis NonStop Dance Remix Vol.2
    - ダ・カーポII 〜あさきゆめみし君と〜 (NON STOP DANCE REMIX)
- 2008年6月4日発売 / LACA-5777 / Lantis
  - D.C.II P.S. 〜ダ・カーポII〜 プラスシチュエーション ボーカルアルバム
    - Cloudy
- 2008年7月9日発売 / LACA-5792 / Lantis
  - D.C.II 〜ダ・カーポII〜 & D.C.II S.S. 〜ダ・カーポII〜 セカンドシーズン ヴォーカルアルバム dolce3
    - 愛しい人よ 〜I want to sing for you〜
    - love☆mind
    - 消えないで…
    - 静かなる決意
    - サクラキミニエム (TVサイズ)
    - サクラ アマネク セカイ (TVサイズ)
- 2008年8月15日発売 / WPL-0005 / Whirlpool
  - Whirlpool ボーカルソング集 Vol.1 brilliant
    - アイノチカラ
- 2008年12月24日発売 / KDSD-00252 / TEAM Entertainment
  - コラボレーションアルバム メッセージ
    - I コトバ
      - 作詞：yozuca* / 作曲・編曲：佐野信義
- 2008年12月25日発売 / LACA-5837 / Lantis
  - 喰霊 -零- イメージソング集 百合ームコロッケ
    - Reality awake
    - AI
    - Reincarnation
- 2008年12月25日発売 / LACA-5836 / Lantis
  - @Lantis NonStop Dance Remix Vol.3
    - Happy my life 〜Thank you for everything!!〜 (NON STOP DANCE REMIX)
- 2009年6月24日発売 / LACA-5927 / Lantis
  - ヴァルキリーコンプレックス ボーカルアルバム
    - I will go
- 2009年8月26日発売 / LACA-5955 / Lantis
  - D.C.II To You 〜ダ・カーポII〜 トゥーユー ボーカルミニアルバム
    - レンブラントの光
    - 雨上がりに咲いた虹
- 2009年9月9日発売 / LACA-9159〜9160 / Lantis
  - Lantis 10th anniversary Best -090926- 〜ランティス祭りベスト 2009年9月26日盤〜
    - サクラサクミライコイユメ
- 2009年11月11日発売 / LACA-5977 / Lantis
  - プリンセスラバー! Original Sound Track
    - S.S.D! (TV size)
- 2009年12月9日発売 / LACA-5985 / Lantis
  - ガンダムトリビュート from Lantis
    - サイレントヴォイス
- 2010年1月27日発売 / LACA-5997 / Lantis
  - D.C.II Fall in Love 〜ダ・カーポII〜 フォーリンラブ ボーカルミニアルバム
    - Graduation from yesterday
    - ダ・カーポII 〜あさきゆめみし君と〜 Xmas Ver.
- 2010年4月21日発売 / LACA-5905 / Lantis
  - Cross Days ThemeSongs+OriginalSoundTrack
    - ひとつ星
- 2010年10月8日発売 / LACA-9188〜9189 / Lantis
  - School Days VOCAL COMPLETE ALBUM
    - BYE-BYE TEARS
    - 記憶の海
    - タンポポの綿帽子
    - ひとつ星
- 2010年10月27日発売 / LACA-15066 / Lantis
  - fortissimo//Akkord:Bsusvier ボーカルミニアルバム fortissimo songs
    - My wish = Only one
      - PCゲーム『fortissimo//Akkord:Bsusvier』挿入歌
      - 作詞：yozuca* / 作曲：俊龍 / 編曲：東タカゴー
- 2010年10月27日発売 / LACA-15064 / Lantis
  - アガレスト戦記2 ボーカルミニアルバム 受け継がれる魂の旋律
    - 蒼々の風
      - PS3ゲーム『アガレスト戦記2』挿入歌
      - 作詞：yozuca* / 作曲：俊龍 / 編曲：安瀬聖

    - 果てなき道
      - PS3ゲーム『アガレスト戦記2』グランドED主題歌
      - 作詞・作曲：yozuca* / 編曲：戸田章世
- 2010年11月11日発売 / CIRCUS-0255〜0268 / CIRCUS
  - CIRCUS 10th Collect
    - ダ・カーポ 〜第2ボタンの誓い〜
    - All my love of the World
    - Sow
    - サクラサクミライコイユメ
    - Chime to you
    - 宝物
    - ほんとのきもち
    - ガッデーム&ジュテーム
    - 明日への贈り物
      - 作詞・作曲：tororo / 編曲：鈴木雅也

    - BELIEVE
    - 未来地図
    - Special Day 〜太陽の神様〜
      - PCゲーム『D.C. Summer Vacation 〜ダ・カーポ サマーバケーション〜』OP主題歌
      - 作詞・作曲：yozuca* / 編曲：前澤寛之

    - 赤い糸
    - ウシロスガタ
    - サクライロノキセツ
    - 恋愛スケッチ
    - ハッピーバスケット
    - ダ・カーポII 〜あさきゆめみし君と〜
    - まぶしくてみえない
    - サンタクロースに予約して!
    - Happy my life 〜Thank you for everything!!〜
    - believe yourself
    - サクラキミニエム
    - 愛しい人よ 〜I want to sing for you〜
    - サクラ アマネク セカイ
    - love☆mind
    - 静かなる決意
    - 消えないで…
    - Hello Future
    - Hey! Hey! Summer!
      - PCゲーム『C.D.C.D.2 〜シーディーシーディー2〜』主題歌
      - 歌：yozuca*、rino、橋本みゆき、美郷あき / 作詞：yozuca* / 作曲・編曲：虹音

    - Cloudy
    - I will go
    - レンブラントの光
    - 雨上がりに咲いた虹
- 2011年6月8日発売 / LACA-15122 / Lantis
  - 花咲くいろは イメージソング集 湯乃鷺リレイションズ
    - ハルウララ〜♪
      - TVアニメ『花咲くいろは』イメージソング
      - 作詞・作曲：yozuca* / 編曲：chokix
- 2011年9月21日発売 / LACM-4858 / Lantis
  - すーぱー☆あふぇくしょん
    - すーぱー☆あふぇくしょん
      - OVA『カーニバル・ファンタズム』OP主題歌
      - 歌：栗林みな実、 橋本みゆき、飛蘭、 美郷あき、yozuca*、rino / 作詞：畑亜貴 / 作曲・編曲：太田雅友

    - Fly high 〜ツバサノキオク〜
      - 歌：栗林みな実、 橋本みゆき、飛蘭、 美郷あき、yozuca*、rino / 作詞：島田カイエ / 作曲・編曲：黒須克彦
- 2011年11月23日発売 / LACA-9225〜9226 / Lantis
  - カーニバルファンタズム ORIGINAL SOUNDTRACK 〜大音楽祭〜
    - すーぱー☆あふぇくしょん (OP size)
- 2012年3月14日発売
  - D.C.III 〜ダ・カーポIII〜 主題歌CD特別版[注 3]
    - ダ・カーポIII 〜キミにささげる あいのマホウ〜
- 2012年4月27日発売
  - D.C.III 〜ダ・カーポIII〜 オリジナルサウンドトラック[注 4]
    - ダ・カーポIII 〜キミにささげる あいのマホウ〜
    - 君がいた未来 君といない未来
- 2012年8月10日発売 / CIRCUS-0305
  - D.C.III 〜ダ・カーポIII〜 ボーカルアルバム
    - ダ・カーポIII 〜キミにささげる あいのマホウ〜
    - 君がいた未来 君といない未来
- 2013年4月24日発売 / LACA-9285〜LACA-9286
  - D.C.III 〜ダ・カーポIII〜 Original Sound Tracks & Songs
    - 会いたいよ (TV size)
    - 二人だけのメロディ
    - 会いたいよ 〜bpm 150ver.〜
- 2013年5月1日発売
  - 宇宙戦艦ヤマト
    - 宇宙戦艦ヤマト
    - 宇宙戦艦ヤマト（Project Yamato 2199's Female Ver.）
- 2015年5月13日発売
  - D.C.〜ダ・カーポ〜 スーパーベスト
    - ダ・カーポ 〜第2ボタンの誓い〜
    - All my love of the World
    - サクラサクミライコイユメ
    - サクライロノキセツ
    - ダ・カーポII 〜あさきゆめみし君と〜
    - まぶしくてみえない
    - サクラキミニエム
    - サクラ アマネク セカイ
    - Happy my life 〜Thank you for everything!!〜
    - レンブラントの光
    - 雨上がりに咲いた虹
    - Graduation from yesterday
    - Wonderful Days!
    - ダ・カーポIII 〜キミにささげる あいのマホウ〜
    - 君がいた未来 君といない未来
    - my happy days
    - 会いたいよ

### タイアップ
| 楽曲                                          | タイアップ                                                                                                  | 時期   |
| --------------------------------------------- | --- | ------ |
| 小さな花                                      | パソコンゲーム『メイドの館 絶望編』オープニングテーマ                                                       | 2001年 |
| Fragment 〜The heat haze of summer〜          | ドリームキャストゲーム『水夏 〜SUIKA〜』オープニングテーマ                                                  | 2001年 |
| 夏の終りに…                                   | ドリームキャストゲーム『水夏 〜SUIKA〜』挿入歌                                                              | 2001年 |
| ダ・カーポ 〜第2ボタンの誓い〜                | パソコンゲーム『D.C. 〜ダ・カーポ〜』オープニングテーマ                                                     | 2002年 |
| ダ・カーポ 〜第2ボタンの誓い〜                | PlayStation 2ゲーム『D.C.P.S. 〜ダ・カーポ〜 プラスシチュエーション』オープニングテーマ                     | 2002年 |
| ダ・カーポ 〜第2ボタンの誓い〜                | パソコンゲーム『D.C.P.C. 〜ダ・カーポ〜 プラスコミュニケーション』オープニングテーマ                        | 2002年 |
| ダ・カーポ 〜第2ボタンの誓い〜                | DVDプレイヤーズゲーム『D.C. 〜ダ・カーポ〜 DVD Players Game』オープニングテーマ                             | 2002年 |
| ダ・カーポ 〜第2ボタンの誓い〜                | PlayStation 2ゲーム『D.C. 〜ダ・カーポ〜 the Origin』オープニングテーマ                                     | 2002年 |
| ダ・カーポ 〜第2ボタンの誓い〜                | OVA『D.C.if 〜ダ・カーポ イフ〜』前編オープニングテーマ                                                     | 2002年 |
| ダ・カーポ 〜第2ボタンの誓い〜                | PlayStation 2ゲーム『D.C.I.F. 〜ダ・カーポ〜 イノセントフィナーレ』挿入歌                                   | 2002年 |
| ダ・カーポ 〜第2ボタンの誓い〜                | PSPゲーム『D.C.I&II P.S.P. 〜ダ・カーポI&II〜 プラスシチュエーション ポータブル』オープニングテーマ         | 2002年 |
| だからキスのせいね                            | パソコンゲーム『D.C. 〜ダ・カーポ〜』イメージソング                                                         | 2002年 |
| All my love of the World                      | パソコンゲーム『D.C. White Season 〜ダ・カーポ ホワイトシーズン〜』エンディングテーマ                       | 2002年 |
| あなたはファンタジスタ                        | パソコンゲーム『終わりなきメイド達の夜』エンディングテーマ                                                  | 2002年 |
| Sow                                           | パソコンゲーム『InfantariaXP』エンディングテーマ                                                            | 2003年 |
| サクラサクミライコイユメ                      | テレビアニメ『D.C. 〜ダ・カーポ〜』オープニングテーマ                                                       | 2003年 |
| サクラサクミライコイユメ                      | OVA『D.C.if 〜ダ・カーポ イフ〜』後編エンディングテーマ                                                     | 2003年 |
| チェリー                                      | テレビアニメ『グリーングリーン』イメージソング                                                              | 2003年 |
| RETRY                                         | テレビアニメ『おねがい☆ツインズ』挿入歌                                                                     | 2003年 |
| Chime to you                                  | テレビアニメ『D.C. 〜ダ・カーポ〜』挿入歌                                                                   | 2003年 |
| 宝物                                          | テレビアニメ『D.C. 〜ダ・カーポ〜』挿入歌                                                                   | 2003年 |
| ほんとのきもち                                | テレビアニメ『D.C. 〜ダ・カーポ〜』挿入歌                                                                   | 2003年 |
| 未来地図                                      | PlayStation 2ゲーム『D.C.P.S. 〜ダ・カーポ〜 プラスシチュエーション』挿入歌                                 | 2003年 |
| 進め、わたし!                                 | パソコンゲーム『空色の風琴』挿入歌                                                                          | 2004年 |
| Precious Time                                 | PlayStation 2ゲーム『てんたま2wins』オープニングテーマ                                                      | 2004年 |
| 愛の羽                                        | PlayStation 2ゲーム『てんたま2wins』エンディングテーマ                                                      | 2004年 |
| going my way                                  | テレビアニメ『GIRLSブラボー first season』オープニングテーマ                                                | 2004年 |
| Special Day 〜太陽の神様〜                    | パソコンゲーム『D.C. Summer Vacation 〜ダ・カーポ サマーバケーション〜』オープニングテーマ                  | 2004年 |
| 赤い糸                                        | パソコンゲーム『D.C. Summer Vacation 〜ダ・カーポ サマーバケーション〜』エンディングテーマ                  | 2004年 |
| きっと微笑むから                              | パソコンゲーム『何処へ行くの、あの日』挿入歌                                                                | 2004年 |
| Φなる・あぷろーち                             | PlayStation 2ゲーム『Φなる・あぷろーち』オープニングテーマ                                                  | 2004年 |
| ウシロスガタ                                  | パソコンゲーム『最終試験くじら』挿入歌                                                                      | 2004年 |
| 明日への贈り物                                | パソコンゲーム『Aries PureDream/LoveDream』エンディングテーマ                                               | 2004年 |
| Ever After                                    | テレビアニメ『GIRLSブラボー second season』オープニングテーマ                                               | 2005年 |
| Trust me!                                     | テレビアニメ『GIRLSブラボー second season』イメージソング                                                   | 2005年 |
| WHITE HEAT                                    | テレビアニメ『UG☆アルティメットガール』オープニングテーマ                                                   | 2005年 |
| BYE-BYE-TEARS                                 | パソコンゲーム『School Days』エンディングテーマ                                                             | 2005年 |
| サクライロノキセツ                            | テレビアニメ『D.C.S.S. 〜ダ・カーポ セカンドシーズン〜』オープニングテーマ                                  | 2005年 |
| オルゴール                                    | パソコンゲーム『グリーングリーン3 ハローグッバイ』エンディングテーマ                                        | 2005年 |
| 恋愛スケッチ                                  | テレビアニメ『D.C.S.S. 〜ダ・カーポ セカンドシーズン〜』挿入歌                                              | 2005年 |
| Dear your mind                                | テレビアニメ『D.C.S.S. 〜ダ・カーポ セカンドシーズン〜』挿入歌                                              | 2005年 |
| ハッピーバスケット                            | テレビアニメ『D.C.S.S. 〜ダ・カーポ セカンドシーズン〜』挿入歌                                              | 2005年 |
| たったひとつだけ                              | テレビアニメ『タクティカルロア』オープニングテーマ                                                          | 2006年 |
| キラメク                                      | テレビアニメ『女子高生 GIRL'S-HIGH』オープニングテーマ                                                      | 2006年 |
| 君とあしたへ                                  | パソコンゲーム『true tears』エンディングテーマ                                                              | 2006年 |
| ダ・カーポII 〜あさきゆめみし君と〜           | パソコンゲーム『D.C.II 〜ダ・カーポII〜』オープニングテーマ                                                 | 2006年 |
| ダ・カーポII 〜あさきゆめみし君と〜           | PlayStation 2ゲーム『D.C.II P.S. 〜ダ・カーポII〜 プラスシチュエーション』オープニングテーマ                | 2006年 |
| ダ・カーポII 〜あさきゆめみし君と〜           | DVDプレイヤーズゲーム『D.C.II 〜ダ・カーポII〜 DVD Players Game』オープニングテーマ                         | 2006年 |
| ダ・カーポII 〜あさきゆめみし君と〜           | パソコンゲーム『D.C.II P.C. 〜ダ・カーポII〜 プラスコミュニケーション』オープニングテーマ                   | 2006年 |
| ダ・カーポII 〜あさきゆめみし君と〜           | PSPゲーム『D.C.I&II P.S.P. 〜ダ・カーポI&II〜 プラスシチュエーション ポータブル』オープニングテーマ         | 2006年 |
| まぶしくてみえない                            | パソコンゲーム『D.C.II 〜ダ・カーポII〜』エンディングテーマ、挿入歌                                         | 2006年 |
| まぶしくてみえない                            | PlayStation 2ゲーム『D.C.II P.S. 〜ダ・カーポII〜 プラスシチュエーション』エンディングテーマ、挿入歌        | 2006年 |
| まぶしくてみえない                            | DVDプレイヤーズゲーム『D.C.II 〜ダ・カーポII〜 DVD Players Game』エンディングテーマ、挿入歌                 | 2006年 |
| まぶしくてみえない                            | パソコンゲーム『D.C.II P.C. 〜ダ・カーポII〜 プラスコミュニケーション』エンディングテーマ、挿入歌           | 2006年 |
| まぶしくてみえない                            | PSPゲーム『D.C.I&II P.S.P. 〜ダ・カーポI&II〜 プラスシチュエーション ポータブル』エンディングテーマ、挿入歌 | 2006年 |
| タンポポの綿帽子                              | パソコンゲーム『Summer Days』エンディングテーマ                                                             | 2006年 |
| 祝福の歌                                      | パソコンゲーム『エーデルワイス』エンディングテーマ                                                          | 2006年 |
| あいのたね                                    | パソコンゲーム『エーデルワイス』イメージソング                                                              | 2006年 |
| Happy my life 〜Thank you for everything!!〜  | パソコンゲーム『D.C.II Spring Celebration 〜ダ・カーポII〜 スプリング セレブレイション』オープニングテーマ  | 2007年 |
| believe yourself                              | パソコンゲーム『D.C.II Spring Celebration 〜ダ・カーポII〜 スプリング セレブレイション』挿入歌              | 2007年 |
| 夏がくれた贈り物                              | パソコンゲーム『水夏A.S+Eternal Name』挿入歌                                                                | 2007年 |
| 記憶の海                                      | テレビアニメ『School Days』エンディングテーマ                                                               | 2007年 |
| サクラキミニエム                              | テレビアニメ『D.C.II 〜ダ・カーポII〜』オープニングテーマ                                                   | 2007年 |
| 愛しい人よ 〜I want to sing for you〜         | テレビアニメ『D.C.II 〜ダ・カーポII〜』挿入歌                                                               | 2007年 |
| アイノチカラ                                  | パソコンゲーム『MagusTale 〜世界樹と恋する魔法使い〜』エンディングテーマ                                    | 2007年 |
| true love song                                | テレビアニメ『true tears』イメージソング                                                                    | 2008年 |
| サクラ アマネク セカイ                        | テレビアニメ『D.C.II S.S. 〜ダ・カーポII セカンドシーズン〜』オープニングテーマ                             | 2008年 |
| love☆mind                                     | テレビアニメ『D.C.II S.S. 〜ダ・カーポII セカンドシーズン〜』挿入歌                                         | 2008年 |
| 消えないで…                                   | テレビアニメ『D.C.II S.S. 〜ダ・カーポII セカンドシーズン〜』第12話エンディングテーマ                       | 2008年 |
| Reality awake                                 | テレビアニメ『喰霊―零―』イメージソング                                                                      | 2008年 |
| AI                                            | テレビアニメ『喰霊―零―』イメージソング                                                                      | 2008年 |
| Reincarnation                                 | テレビアニメ『喰霊―零―』イメージソング                                                                      | 2008年 |
| Cloudy                                        | PlayStation 2ゲーム『D.C.II P.S. 〜ダ・カーポII〜 プラスシチュエーション』挿入歌                            | 2008年 |
| Cloudy                                        | パソコンゲーム『D.C.II To You 〜ダ・カーポII〜 トゥーユー』挿入歌                                           | 2008年 |
| レンブラントの光                              | パソコンゲーム『D.C.II To You 〜ダ・カーポII〜 トゥーユー』オープニングテーマ                               | 2009年 |
| 雨上がりに咲いた虹                            | パソコンゲーム『D.C.II To You 〜ダ・カーポII〜 トゥーユー』エンディングテーマ                               | 2009年 |
| I will go                                     | パソコンゲーム『ヴァルキリーコンプレックス』挿入歌                                                          | 2009年 |
| S.S.D!                                        | テレビアニメ『プリンセスラバー!』エンディングテーマ                                                         | 2009年 |
| 愛永久 〜Fortune favors the brave〜           | 3D生活空間サービス『ai sp@ce』テーマソング                                                                  | 2010年 |
| Graduation from yesterday                     | パソコンゲーム『D.C.II Fall in Love 〜ダ・カーポII〜 フォーリンラブ』オープニングテーマ                     | 2010年 |
| ひとつ星                                      | パソコンゲーム『Cross Days』挿入歌                                                                          | 2010年 |
| My wish = Only one                            | パソコンゲーム『fortissimo//Akkord:Bsusvier』挿入歌                                                         | 2010年 |
| 蒼々の風                                      | PlayStation 3ゲーム『アガレスト戦記2』エンディングテーマ                                                    | 2010年 |
| 果てなき道                                    | PlayStation 3ゲーム『アガレスト戦記2』エンディングテーマ                                                    | 2010年 |
| ボクは君のそばにいる                          | パソコンゲーム&OVA『T.P.さくら 〜タイムパラディンさくら〜』エンディングテーマ                               | 2011年 |
| モラトリアム                                  | パソコンゲーム&OVA『T.P.さくら 〜タイムパラディンさくら〜』プロモーションソング                             | 2011年 |
| 20110510                                      | Xbox 360ゲーム『INSTANT BRAIN』エンディングテーマ                                                           | 2011年 |
| 僕らの旅～Endless World～                     | PSPゲーム『出撃!! 乙女たちの戦場2〜天翔ける衝撃の絆〜』オープニングテーマ                                   | 2011年 |
| fragment ClassicErhu                          | パソコンゲーム『水夏弐律』エンディングテーマ                                                                | 2011年 |
| 影法師 -KAGEBOUSHI-                           | パソコンゲーム『水夏弐律』エンディングテーマ                                                                | 2011年 |
| ダ・カーポIII 〜キミにささげる あいのマホウ〜 | パソコンゲーム『D.C.III 〜ダ・カーポIII〜』グランドオープニングテーマ                                       | 2012年 |
| ダ・カーポIII 〜キミにささげる あいのマホウ〜 | パソコンゲーム『D.C.III DASH 〜ダ・カーポIII Ver.1.3〜 USBメモリ版』グランドオープニングテーマ              | 2012年 |
| ダ・カーポIII 〜キミにささげる あいのマホウ〜 | PSPゲーム『D.C.III Plus 〜ダ・カーポIII プラス〜』グランドオープニングテーマ                                | 2012年 |
| ダ・カーポIII 〜キミにささげる あいのマホウ〜 | パソコンゲーム『D.C.III R 〜ダ・カーポIII アール〜』グランドオープニングテーマ                              | 2012年 |
| ダ・カーポIII 〜キミにささげる あいのマホウ〜 | パソコンゲーム『D.C.III R 〜ダ・カーポIII アール〜X-rated』グランドオープニングテーマ                       | 2012年 |
| 君がいた未来 君といない未来                   | パソコンゲーム『D.C.III 〜ダ・カーポIII〜』挿入歌                                                           | 2012年 |
| 君がいた未来 君といない未来                   | パソコンゲーム『D.C.III DASH 〜ダ・カーポIII Ver.1.3〜 USBメモリ版』挿入歌                                  | 2012年 |
| 君がいた未来 君といない未来                   | PSPゲーム『D.C.III Plus 〜ダ・カーポIII プラス〜』挿入歌                                                    | 2012年 |
| 君がいた未来 君といない未来                   | パソコンゲーム『D.C.III R 〜ダ・カーポIII アール〜』挿入歌                                                  | 2012年 |
| 君がいた未来 君といない未来                   | パソコンゲーム『D.C.III R 〜ダ・カーポIII アール〜X-rated』挿入歌                                           | 2012年 |
| プラチナ17                                    | テレビアニメ『だから僕は、Hができない。』エンディングテーマ                                                 | 2012年 |
| キミ空カラフル                                | PSPゲーム『Gift -prism-』オープニングテーマ                                                                 | 2012年 |
| 会いたいよ                                    | テレビアニメ『D.C.III 〜ダ・カーポIII〜』エンディングテーマ                                                 | 2013年 |
| 二人だけのメロディ                            | テレビアニメ『D.C.III 〜ダ・カーポIII〜』第6話挿入歌                                                        | 2013年 |
| Decade                                        | パソコンゲーム『僕らの頭上に星空は廻る』エンディングテーマ                                                  | 2013年 |
| Wonderful Days!                               | パソコンゲーム『D.C.III R ～ダ・カーポIIIアール～X-rated』桜風のアルティメットバトル！エンディングテーマ    | 2013年 |
| 女の子                                        | パソコンゲーム『グリーングリーン OVERDRIVE EDITION』千種ルートエンディングテーマ                            | 2013年 |
| 現実幻覚スピードスター                        | iOS『CROSS☓BEATS』アーケードゲーム『crossbeats REV.』収録                                                   | 2014年 |
| キミだけに恋してる！                          | パソコンゲーム『バカ燃えハートに愛をこめて!』オープニングテーマ                                             | 2014年 |
| 愛する歓び                                    | パソコンゲーム『バカ燃えハートに愛をこめて!』エンディングテーマ                                             | 2014年 |
| my happy days                                 | パソコンゲーム『D.C.III P.P. ～ダ・カーポIII プラチナパートナー～』挿入歌                                   | 2014年 |
| ユメミル船                                    | iOS『CROSS☓BEATS』アーケードゲーム『crossbeats REV.』収録                                                   | 2015年 |
| スーハーシミュレーション                      | パソコンゲーム『ミライカノジョ』オープニングテーマ                                                          | 2015年 |
| ハッピーデイト                                | パソコンゲーム『ミライカノジョ』エンディングテーマ                                                          | 2015年 |
| キセキの足跡                                  | パソコンゲーム『D.C. II Dearest Marriage～ダ・カーポII ～ディアレストマリッジ』グランドオープニングテーマ   | 2015年 |
| 天音                                          | パソコンゲーム『D.S. -Dal Segno-』挿入歌                                                                    | 2016年 |
| 続く☆ミライ                                   | パソコンゲーム『D.S. -Dal Segno-』グランドエンディング主題歌                                                | 2016年 |
| LOVING TRIP                                   | パソコンゲーム『オトメ＊ドメイン』エンディングテーマ                                                        | 2016年 |
| 未来パレード                                  | パソコンゲーム『D.C.III With You ～ダ・カーポIII ウィズユー～』グランドオープニングテーマ                   | 2016年 |
| 僕の宝物                                      | パソコンゲーム『D.C.III With You ～ダ・カーポIII ウィズユー～』サイドストーリーオープニングテーマ           | 2016年 |
| キミと僕のキセキ                              | パソコンゲーム『D.C.III Dream Days ～ダ・カーポIII～ ドリームデイズ』オープニングテーマ                     | 2017年 |
| 未来トラベラー                                | パソコンゲーム『D.C.III Dream Days ～ダ・カーポIII～ ドリームデイズ』エンディングテーマ                     | 2017年 |
| THIS IS TEMPLATE!                             | パソコンゲーム『てんぷれっ!!』オープニングテーマ                                                            | 2018年 |
| サクラ日和                                    | パソコンゲーム『D.C.4 ～ダ・カーポ4～』グランドオープニングテーマ                                           | 2019年 |
| Bright piece                                  | iOS/Android『ガール・カフェ・ガン』キャラクターイメージソング「グルニエ」                                   | 2020年 |
| My sweet memory                               | パソコンゲーム『D.C.4 Fortunate Departures ～ダ・カーポ4～ フォーチュネイトデパーチャーズ』挿入歌           | 2021年 |

### 楽曲提供
※ 括弧の記述が無いものは作詞、作曲とする。

#### 歌手
- アテナ&ロビケロッツ
  - 勝利のBIG WAVE!!![注 5]
- 加瀬愛奈
  - 柔らかな桜光（作詞）
  - We can go!
- 南條愛乃
  - 陽はまた昇る（作曲）[注 6]
  - Dear × Dear (作曲) [注 7]
  - EVOLUTiON： (作詞) [注 8]
- 新田恵海
  - タイムカプセル
- 橋本みゆき
  - 恋のローラーコースター
- 飛蘭
  - fortitude（作詞）
  - I sing by my soul（作詞）
  - MY REAL（作詞）
  - 飛翔の刻（作詞）
  - Day of the fate（作詞）
  - 希望の空（作詞）
- Petit milady
  - 100%サイダーガール（作詞）
  - ドキ♡ドキド（作詞、柴田尚と共作）
  - スキ キライ キライ 大スキ♡（作詞）
  - トキメキ☆ロケット（作詞）
- Prico
  - プリーーーズ!プリーーーズ!
  - 脳内キミLOOP!
  - 奇想天外!エブリデイ!
- milktub
  - ここにいる（作詞）
- ももいろクローバー
  - 未来へススメ!（作詞）

#### アニメ
- CANAAN
  - LIFE
- キディ・ガーランド
  - 太陽と月（作詞）
  - Growing UP!（作詞）
  - マジカルさくらちゃん（作詞）
  - 夢でもいいさ（作詞）
  - Day×Day
  - 月と太陽
  - うたを歌おう♪
  - ぽきゅぽきゅーんッと行きましょう!
  - 未来ヒストリー
  - 宇宙の行方
  - Honest
- 涼宮ハルヒの憂鬱
  - お騒がせのジ・エンド（作曲）
- 空を見上げる少女の瞳に映る世界
  - ユメミタソラ
  - smile flower
- D.C.II 〜ダ・カーポII〜
  - 小さな恋の花
- バカとテストと召喚獣
  - 晴れときどき笑顔
- ひだまりスケッチ×☆☆☆
  - はなまるスケッチ
- みつどもえ
  - これでいいのか? 〜はちゃめちゃライフ〜
  - ベストフレンド 〜いちばん小さなお友達〜
- ゆとりちゃん
  - ゆとりのゆとり（作詞）
  - ゆとりのじかん（作詞）
- ラブライブ!
  - これからのSomeday(作曲)
- だから僕はHができない

## 出演

### テレビ
- キングラン アニソン紅白

### 連載
- アニカン
- コンプティーク

### ラジオ
- G.L.S〜歌姫達のトライアングルスクランブル〜（FM富士→ラジオ日本）
- web喫茶よずりの（2004年2月14日 - 2008年3月28日、ロックンバナナ特設サイト→ランティスウェブラジオ、一時放送終了）
- yozuca* Music-Go-Round（2008年8月8日 - 2009年2月27日、ランティスウェブラジオ）
- プリラジ!（2009年7月3日 - 10月2日、アニメイトTV、ランティスウェブラジオ、モバイルアニメイト）
- yozuca*×流田Projectの1800秒!（2017年10月3日 - 2017年12月、超!A&G+）[8]

### イベント
2004年
- D.C. 〜ダ・カーポ〜 シークレットライブ（2月8日）

2005年
- School Days シークレットライブ（6月12日）

2006年
- ダ・カーポ セカンドシーズン サマーフェスティバル2006（7月17日）

2008年
- Animelo Summer Live 2008 -Challenge-（8月30日）

2010年
- Live Alive Peak A Soul+ vol.01（3月28日）

2012年
- ブシロードカードゲームLIVE2012（3月10日）
- SUPER GAMESONG LIVE 2012 -NEW GAME-（5月26日）[9]